# 카고 360
카고 360(영어: Cargo 360)은 2005년에 설립되어 2007년에 서던 에어에 합병된 미국의 화물 항공사로 당시 운영했던 허브 공항은 시애틀 터코마 국제공항이 있다.

## 역사
항공사는 2005년에 데이비드 그린버그와 브라이언 스미스를 비롯한 다른 경영자에 의해 설립되었다. 2006년 5월 15일에 최초로 취항했으며 항공사는 오크힐 캐피탈 파트너와 데이비드 그린버그가 지분을 소유했다. 2007년 7월 30일에 오크힐 캐피털 파트너가 미국의 화물 항공사인 서던 에어를 인수 하면서 두 개의 항공사를 합병해 서던 에어 홀딩스로 재편되어 카고 360은 서던 에어로 합병되었고 2008년 1월에 서던 에어의 도장으로 운항하게 되었다.

## 보유 기종[2]

### 보잉
- 보잉 747-200F 1대
- 보잉 747-300F 1대

## 같이 보기
- 미국의 없어진 항공사 목록